# Puchar Narodów Afryki 2025 (kwalifikacje)/Grupa C
Grupa C jest jedną z dwunastu grup eliminacji do turnieju o Puchar Narodów Afryki 2025. Składa się z czterech wymienionych niżej reprezentacji:
- Egipt
- Republika Zielonego Przylądka
- Mauretania
- Botswana

## Tabela
| Lp. | Drużyna                           | M | Z | R | P | B+ | B- | +/– | Pkt | Kwalifikacja      |
| --- | --------------------------------- | - | - | - | - | -- | -- | --- | --- | ----------------- |
| 1   | Egipt (A)                         | 6 | 4 | 2 | 0 | 12 | 2  | +10 | 14  | Awans na PNA 2025 |
| 2   | Botswana (A)                      | 6 | 2 | 2 | 2 | 4  | 7  | −3  | 8   | Awans na PNA 2025 |
| 3   | Mauretania (E)                    | 6 | 2 | 1 | 3 | 3  | 6  | −3  | 7   |                   |
| 4   | Republika Zielonego Przylądka (E) | 6 | 1 | 1 | 4 | 3  | 7  | −4  | 4   |                   |

|                               | Egipt | Republika Zielonego Przylądka | Mauretania | Botswana |
| ----------------------------- | ----- | ----------------------------- | ---------- | -------- |
| Egipt                         | X     | 3:0                           | 2:0        | 1:1      |
| Republika Zielonego Przylądka | 1:1   | X                             | 2:0        | 0:1      |
| Mauretania                    | 0:1   | 1:0                           | X          | 1:0      |
| Botswana                      | 0:4   | 1:0                           | 1:1        | X        |

## Mecze

### Kolejka 1
| 6 września 2024 21:00 CEST | Egipt · Rabia 23' · Marmoush 45+1' · Adel 70' | 3:0(2:0)Raport | Republika Zielonego Przylądka | Stadion Międzynarodowy, Kair Sędzia: Abongile Tom |
|                            |                                               |                |                               |                                                   |

| 7 września 2024 18:00 CEST | Mauretania · Amar 84' | 1:0(1:0)Raport | Botswana | Stade Cheikha Ould Boïdiya, Nawakszut Sędzia: Daniel Nii Laryea |
|                            |                       |                |          |                                                                 |

### Kolejka 2
| 10 września 2024 15:00 CEST | Botswana | 0:4(0:2)Raport | Egipt · 5', 29' Trézéguet · 56' Salah · 90+4' M. Fathi | Francistown Stadium, Francistown Sędzia: Omar Abdulkadir Artan |
|                             |          |                |                                                        |                                                                |

| 10 września 2024 21:00 CEST | Republika Zielonego Przylądka · Mendes 28' (k.), 75' | 2:0(1:0)Raport | Mauretania | Estádio Nacional de Cabo Verde, Praia Sędzia: Mutaz Ibrahim |
|                             |                                                      |                |            |                                                             |

### Kolejka 3
| 10 października 2024 18:00 CEST | Republika Zielonego Przylądka | 0:1(0:1)Raport | Botswana · 2' Orebonye | Estádio Nacional de Cabo Verde, Praia Sędzia: Samir Guezzaz |
|                                 |                               |                |                        |                                                             |

| 11 października 2024 18:00 CEST | Egipt · Trézéguet 69' · Salah 79' | 2:0(0:0)Raport | Mauretania | Stadion Międzynarodowy, Kair Sędzia: Alhadi Mahamat |
|                                 |                                   |                |            |                                                     |

### Kolejka 4
| 15 października 2024 18:00 CEST | Botswana · Sesinyi 52' | 1:0(0:0)Raport | Republika Zielonego Przylądka | Francistown Stadium, Francistown Widzów: 8 000 Sędzia: Messie Nkounkou |
|                                 |                        |                |                               |                                                                        |

| 15 października 2024 18:00 CEST | Mauretania | 0:1(0:0)Raport | Egipt · 85' Adel | Stade Cheikha Ould Boïdiya, Nawakszut Sędzia: Ahmad Heeralall |
|                                 |            |                |                  |                                                               |

### Kolejka 5
| 15 listopada 2024 14:00 CET | Botswana · Baruti 18' | 1:1(1:1)Raport | Mauretania · 7' Koita | Francistown Stadium, Francistown Sędzia: Bamlak Tessema Weyesa |
|                             |                       |                |                       |                                                                |

| 15 listopada 2024 17:00 CET | Republika Zielonego Przylądka · Mendes 63' (k) | 1:1(0:1)Raport | Egipt · 31' Mohamed | Estádio Nacional de Cabo Verde, Praia Sędzia: Djindo Louis Houngnandande |
|                             |                                                |                |                     |                                                                          |

### Kolejka 6
| 19 listopada 2024 16:00 CET | Mauretania · Soueid 45+4' | 1:0(1:0)Raport | Republika Zielonego Przylądka | Stade Cheikha Ould Boïdiya, Nawakszut Sędzia: Lahlou Benbraham |
|                             |                           |                |                               |                                                                |

| 19 listopada 2024 16:00 CET | Egipt · Trézéguet 15' | 1:1(1:1)Raport | Botswana · 8' Kebatho | Stadion 30 czerwca, Kair |
|                             |                       |                |                       |                          |

## Strzelcy

### 4 gole
- Trézéguet

### 3 gole
- Ryan Mendes

### 2 gole
- Tumisang Orebonye
- Ibrahim Adel
- Mohamed Salah

### 1 gol
- Gilbert Baruti
- Omaatla Kebatho
- Thabang Sesinyi
- Mostafa Fathi
- Omar Marmoush
- Taher Mohamed
- Ramy Hisham Rabia
- Sidi Bouna Amar
- Aboubakary Koita
- Mouhamed Soueid